# Goya (Corrientes)
Pour les articles homonymes, voir Goya.
Goya est une ville de la province de Corrientes, en Argentine, et le chef-lieu du département de Goya. Elle est située sur la rive orientale du Río Paraná, à 190 km au sud de Corrientes. C'est la deuxième ville la plus peuplée de la province avec 66 709 habitants en 2001.

## Géographie

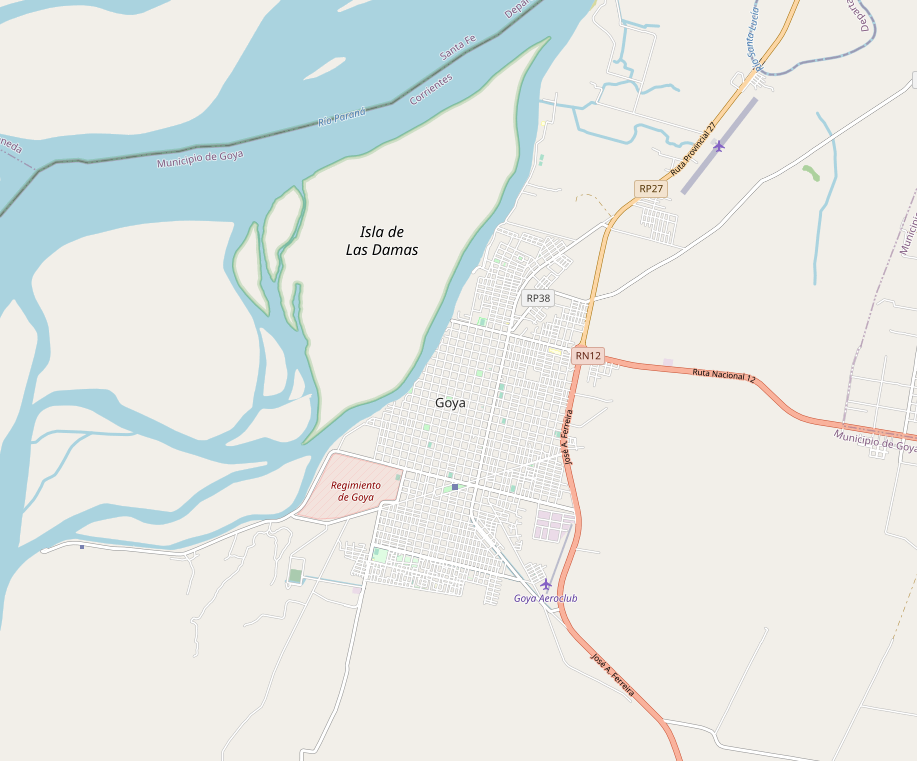
Carte OpenStreetMap de Goya.

## Histoire
La première mention de Goya remonte à l'année 1772. La localité est née au XVIIIe siècle de l'essor de la navigation sur le Rio Parana, voie d'accès naturelle au Paraguay. Goya devint au XIXe siècle un port fluvial relativement important sur le Rio Parana. Goya accéda au statut de ville en 1852. Les inondations de 1878, 1905 et 1941 n'arrêtèrent pas le développement de la ville.

## Population
| 1895  | 1914   | 1928   | 1947   | 1960   | 1980   | 1991   | 2001   |
| ----- | ------ | ------ | ------ | ------ | ------ | ------ | ------ |
| 7 000 | 16 000 | 15 000 | 20 800 | 30 000 | 47 357 | 56 840 | 66 709 |

## Personnalités liées à la ville
- Federico Kammerichs (1980-), basketteur professionnel

## Religion
La ville est le siège d'un évêché catholique et possède donc une cathédrale : la cathédrale Nuestra Señora del Rosario.